# 2012년 죽음
다음은 2012년에 사망한 저명한 인물 목록이다.

## 기타
| 이름                 | 사망연도 | 월일불명 | 향년    | 국적                   | 직업      | 사인 |
| -------------------- | -------- | -------- | ------- | ---------------------- | --------- | ---- |
| 테리 사운더스        | 2012년   | ?        | 88~89세 | 미국                   | 배우      |      |
| 전완영               | 2012년   | ?        | 87~88세 | 대한민국               | 군인      |      |
| 박용기               | 2012년   | ?        | 82~83세 | 대한민국               | 군인      |      |
| 김영수               | 2012년   | ?        | 81~82세 | 대한민국               | 공학자    |      |
| 우동측               | 2012년   | 4월?     | 71세    | 조선민주주의인민공화국 | 정치인    |      |
| 하지 모하마드 참카니 | 2012년   | ?        | 64~65세 | 아프가니스탄           | 정치인    |      |
| 우와베 야스아키      | 2012년   | ?        | 47~48세 | 일본                   | 살인자    |      |
| 이치고 밀크          | 2012년   | 10월?    | 31세    | 일본                   | AV 여배우 |      |